# Raymond Razakarinvony
Raymond Razakarinvony (ur. 19 listopada 1927 w Antananarywie) – madagaskarski duchowny rzymskokatolicki, w latach 1998-2007 biskup Miarinarivo.

## Życiorys
Święcenia kapłańskie przyjął 27 lipca 1956. 14 lutego 1998 został prekonizowany biskupem Miarinarivo. Sakrę biskupią otrzymał 17 maja 1998. 15 lutego 2007 przeszedł na emeryturę.